# Scordonia ischna
Scordonia ischna là một loài bướm đêm trong họ Geometridae.